# NME6
NME6 (англ. NME/NM23 nucleoside diphosphate kinase 6) – білок, який кодується однойменним геном, розташованим у людей на 3-й хромосомі. Довжина поліпептидного ланцюга білка становить 186 амінокислот, а молекулярна маса — 21 142.
| 10         |  | 20         |  | 30         |  | 40         |  | 50         |
| ---------- |  | ---------- |  | ---------- |  | ---------- |  | ---------- |
| MASILRSPQA |  | LQLTLALIKP |  | DAVAHPLILE |  | AVHQQILSNK |  | FLIVRMRELL |
| WRKEDCQRFY |  | REHEGRFFYQ |  | RLVEFMASGP |  | IRAYILAHKD |  | AIQLWRTLMG |
| PTRVFRARHV |  | APDSIRGSFG |  | LTDTRNTTHG |  | SDSVVSASRE |  | IAAFFPDFSE |
| QRWYEEEEPQ |  | LRCGPVCYSP |  | EGGVHYVAGT |  | GGLGPA     |  |            |

A: Аланін

C: Цистеїн

D: Аспарагінова кислота

E: Глутамінова кислота

F: Фенілаланін

G: Гліцин

H: Гістидин

I: Ізолейцин

K: Лізин

L: Лейцин

M: Метіонін

N: Аспарагін

P: Пролін

Q: Глутамін

R: Аргінін

S: Серин

T: Треонін

V: Валін

W: Триптофан

Кодований геном білок за функціями належить до трансфераз, кіназ. 
Задіяний у таких біологічних процесах, як апоптоз, метаболізм нуклеотидів, альтернативний сплайсинг. 
Білок має сайт для зв'язування з АТФ, нуклеотидами, іонами металів, іоном магнію. 